# Corignac
Corignac é uma comuna francesa na região administrativa da Nova Aquitânia, no departamento de Charente-Maritime. Estende-se por uma área de 11,57 km². Em 2010 a comuna tinha 362 habitantes (densidade: 31,3 hab./km²).